# Nguyễn Xuân Nam
Nguyễn Xuân Nam (sinh ngày 18 tháng 1 năm 1994) là một cầu thủ bóng đá chuyên nghiệp người Việt Nam hiện đang thi đấu cho câu lạc bộ PVF-CAND ở vị trí tiền đạo.

## Sự nghiệp câu lạc bộ

### Hà Nội
Nguyễn Xuân Nam trưởng thành từ lò đạo tạo bóng đá trẻ Hà Nội T&T. Năm 2013, anh được đôn lên đội một Hà Nội T&T dưới thời huấn luyện viên Phan Thanh Hùng. Tuy nhiên, không như sự kỳ vọng của nhiều người, Xuân Nam chỉ được ra sân 3 lần trong hai mùa giải 2013 và 2014.

### SHB Viêng Chăn
Năm 2015, Xuân Nam chuyển sang khoác áo câu lạc bộ SHB Viêng Chăn thi đấu tại giải vô địch quốc gia Lào theo dạng cho mượn. Sau 10 vòng đấu đầu tiên, anh ghi đến 9 bàn thắng. Thành tích này giúp Xuân Nam nhận được lời đề nghị nhập tịch để khoác áo đội tuyển quốc gia Lào, nhưng anh đã từ chối. Tổng cộng, Xuân Nam ghi được 15 bàn thắng và về nhì trong cuộc đua vua phá lưới tại giải vô địch quốc gia Lào.
– Nguyễn Xuân Nam.

### Sài Gòn
Một năm sau, với phong độ ấn tượng ở Lào, Xuân Nam trở lại đội một của Hà Nội nhưng vẫn không thể cạnh tranh một vị trí trên hàng công với những Hoàng Vũ Samson, Văn Quyết, Gonzalo khi ấy. Anh quyết định chuyển sang thi đấu cho câu lạc bộ Sài Gòn thi đấu theo dạng cho mượn. Mùa giải 2016, anh chơi khá tốt và ghi được 4 bàn thắng trước khi dính chấn thương dây chằng chày gối trái. Mùa bóng tiếp theo, anh được huấn luyện viên Nguyễn Đức Thắng trao nhiều cơ hội hơn, ra sân và ghi được 3 bàn thắng nhưng tiếp tục bị chấn thương dây chằng chéo gối phải khiến anh phải nghỉ hết mùa 2018 chỉ để điều trị chấn thương của mình.

### Phố Hiến
Mùa giải 2019, Xuân Nam quyết định đầu quân cho câu lạc bộ hạng Nhất Phố Hiến. Tại giải hạng Nhất quốc gia 2019, anh xuất sắc ghi được 14 bàn thắng, giúp đội bóng giành ngôi Á quân và trở thành Vua phá lưới của giải. Tuy nhiên sau đó, anh và các đồng đội đã không thể thăng hạng khi để thua Thanh Hóa trong trận đấu play-off.

### Thành phố Hồ Chí Minh
Kết thúc mùa giải 2019, Xuân Nam rời mảnh đất Hưng Yên để một lần nữa "Nam tiến" và khoác áo câu lạc bộ Thành phố Hồ Chí Minh. Trận khai màn V. League 2020, Xuân Nam vào sân thay cho Công Phượng ở phút thứ và ghi một cú đúp giúp đội bóng lội ngược dòng và thắng Quảng Nam với tỷ số 3-1 chỉ trong 20 phút cuối trận.
Ngày 10 tháng 3 năm 2020, trong trận đấu với câu lạc bộ Lào Toyota tại AFC Cup, Xuân Nam được thay vào sân từ phút 69 và chỉ 3 phút sau, anh đã giúp Thành phố Hồ Chí Minh khai thông thế bế tắc, mở tỷ số trận đấu. Phút 90, anh ghi thêm một bàn thắng nữa ấn định tỷ số 2-0 cho đại diện của Việt Nam ngay trên đất Lào. Năm ngày sau, Thành phố Hồ Chí Minh tiếp đón câu lạc bộ Thanh Hoá trên sân nhà tại vòng 2 V. League, Xuân Nam tiếp tục được vào sân từ băng ghế dự bị và ghi bàn thắng duy nhất của trận đấu ở những phút bù giờ cuối cùng. Đây cũng là bàn thắng thứ 5 sau 3 trận của tiền đạo này.

### PVF – Công An Nhân Dân
Ngày 7 tháng 3 năm 2024, sau khi chia tay câu lạc bộ Công an Hà Nội, Nguyễn Xuân Nam quay lại đội bóng cũ PVF-CAND

## Sự nghiệp quốc tế
Nguyễn Xuân Nam có lần đầu tiên khoác áo U16 Việt Nam vào năm 2010. Tại giải vô địch U16 Đông Nam Á năm 2010, Xuân Nam ghi dấu ấn đậm nét khi giúp đội nhà giành cúp vô địch bằng pha lập công duy nhất trước U-16 Trung Quốc tại trận chung kết. Chỉ sau đó một năm, Xuân Nam tiếp tục thành công trong màu áo U19 Việt Nam khi trở thành Vua phá lưới tại giải vô địch U19 Đông Nam Á 2011 với 8 bàn thắng.

## Thống kê sự nghiệp

### Câu lạc bộ
| Câu lạc bộ            | Mùa giải  | Giải quốc nội | Giải quốc nội | Giải quốc nội | Cúp quốc gia | Cúp quốc gia | Châu lục | Châu lục | Khác | Khác | Tổng cộng | Tổng cộng |
| Câu lạc bộ            | Mùa giải  | Hạng đấu      | Trận          | Bàn           | Trận         | Bàn          | Trận     | Bàn      | Trận | Bàn  | Trận      | Bàn       |
| --------------------- | --------- | ------------- | ------------- | ------------- | ------------ | ------------ | -------- | -------- | ---- | ---- | --------- | --------- |
| Thành phố Hồ Chí Minh | 2020      | V. League 1   | 12            | 3             | 1            | 0            | 3        | 2        | 1    | 0    | 14        | 5         |
| Thành phố Hồ Chí Minh | 2021      | V. League 1   | 2             | 0             | 0            | 0            | 0        | 0        | 0    | 0    | 2         | 0         |
| Tổng cộng             | Tổng cộng | Tổng cộng     | 9             | 3             | 1            | 0            | 3        | 2        | 1    | 0    | 16        | 5         |

## Danh hiệu

### Câu lạc bộ
U-19 Hà Nội T&T
- Giải bóng đá U-19 quốc gia: 2011

U-21 Hà Nội T&T
- Giải bóng đá U-21 quốc gia: 2013

Hà Nội
- Á quân Siêu cúp bóng đá Việt Nam: 2016

Phố Hiến
- Á quân V. League 2: 2019

Thành phố Hồ Chí Minh
- Á quân Siêu cúp bóng đá Việt Nam: 2019

### Quốc tế
U-16 Việt Nam
- Giải vô địch U-16 Đông Nam Á: 2010

U-19 Việt Nam
- Á quân giải vô địch U-19 Đông Nam Á: 2011

### Cá nhân
- Vua phá lưới giải vô địch U-19 Đông Nam Á: 2011
- Vua phá lưới V. League 2: 2019